# Präludium und Fuge b-Moll BWV 891 (Das Wohltemperierte Klavier, II. Teil)
Präludium und Fuge b-Moll, BWV 891, bilden ein Werkpaar im 2. Teil des Wohltemperierten Klaviers, einer Sammlung von Präludien und Fugen für Tasteninstrumente von Johann Sebastian Bach.

## Präludium

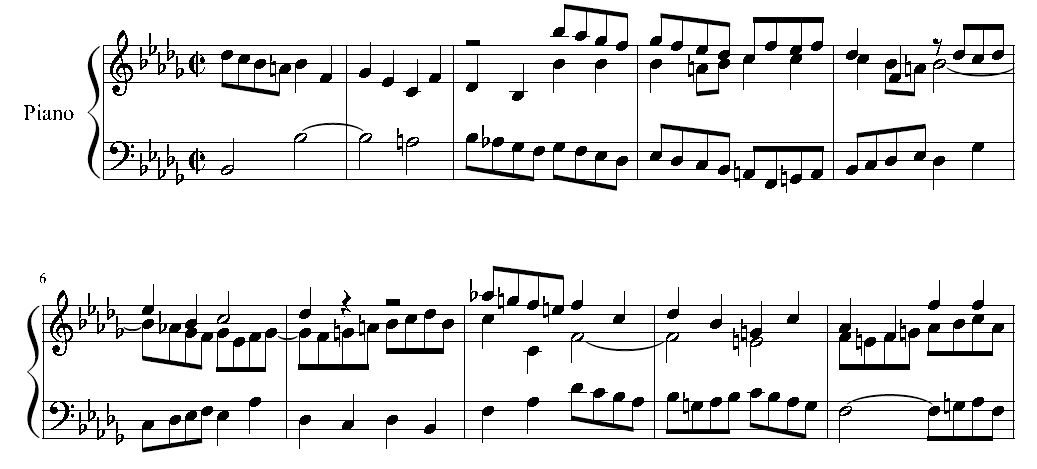
Beginn des Präludiums

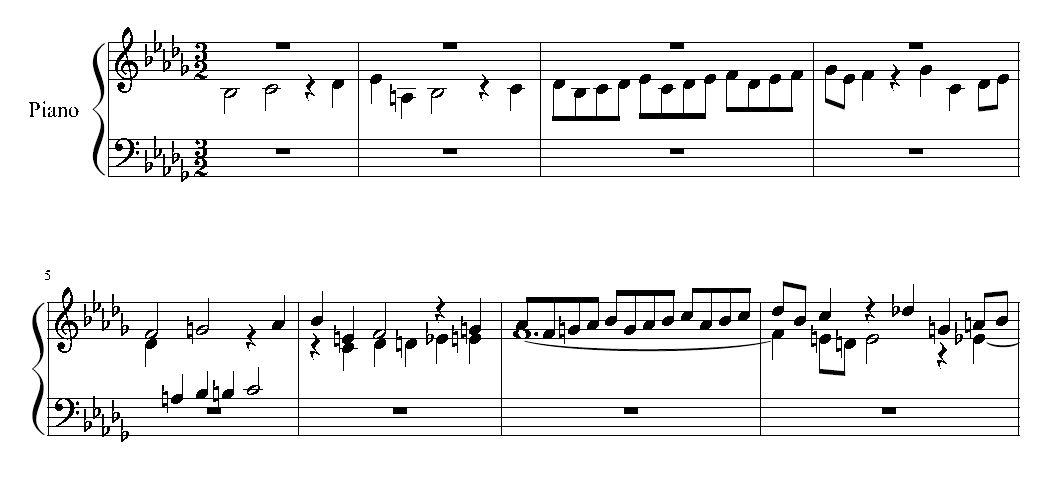
Beginn der Fuge

Sowohl Präludium als Fuge gehören zu den tiefgründigsten und kontrapunktisch am dichtesten ausgearbeiteten Beispielen im zweiten Teil des Wohltemperierten Klaviers. Das Präludium ist als dreistimmige Invention angelegt und enthält zahlreiche Merkmale einer Fuge, wobei jedoch hinsichtlich des formalen Aufbaus einige Fragen offenbleiben. Das Thema tritt zunächst zweimal in einer Kurzform auf und erscheint erst in Takt 8 im Sopran in seiner ganzen, achttaktigen Ausdehnung, die jedoch nur einmal wiederholt wird, in der Mittelstimme Takt 62-70. Eine wichtige Rolle spielt das Motiv in der Mittelstimme in Takt 7, das öfters wiederholt wird und ab Takt 24 auch in der Umkehrung erklingt. Der ernste Moll-Charakter wird ab Takt 27 durch längere Dur-Abschnitte in Des-Dur, As-Dur und Ges-Dur unterbrochen. Die melodische Schlusssteigerung ergibt sich durch den raumgreifenden Anstieg vom des1 bis zum Spitzenton b2, der in Takt 77 erreicht und drei Takte lang ausgehalten wird.

## Fuge
Die vierstimmige Fuge enthält 101 Takte. Das Thema erfährt eine rhythmische Verdichtung von halben über Viertel- zu Achtelnoten, die dann in Takt 4 durch Viertel wieder aufgefangen werden. Melodisch ist es durch zahlreiche steigende Sekundschritte gekennzeichnet, wobei der Eindruck des Mühseligen und Angestrengten durch zwei fallende verminderte Quinten und drei betonte Pausen verstärkt wird. Ein obligater Kontrapunkt enthält ebenfalls zahlreiche chromatisch aufsteigende Sekundschritte, wird aber nur im ersten Teil der Fuge beibehalten. In der Folge wird das Thema zahlreichen Engführungen und Umkehrungen unterworfen, die zwar von analytischem Interesse, für die Interpretation jedoch weniger von Belang sind. Erwähnt sei hier nur die abschließende Engführung des Themas und dessen Umkehrung ab Takt 96, an der alle vier Stimmen teilnehmen. Eher noch bemerkenswerter ist die Tatsache, dass das Thema, wie Hugo Riemann, Ferruccio Busoni und Donald Francis Tovey übereinstimmend festgestellt haben, zusätzliche Möglichkeiten zur kontrapunktischen Verarbeitung enthält, die Bach jedoch in weiser Selbstbeschränkung bewusst nicht ausgeschöpft hat.